# Crisostomo Colonna
Crisostomo Colonna, o Colunna (Caggiano, 1455 – Napoli, 1539), è stato un poeta, umanista e politico italiano.

## Biografia
Secondogenito di una famiglia patrizia, fu avviato alla carriera ecclesiastica e divenne sacerdote. Fu parroco della chiesa di Santa Lucia a Caggiano.
Si trasferì a Napoli dove il re Ferdinando I lo scelse come precettore e segretario per il figlio Federico. Dal 1486 al 1489 fu mandato come ambasciatore a Roma, in Polonia ed in Spagna. Ebbe il titolo di "tesoriere" della basilica di San Nicola di Bari e di arcidiacono della cattedrale di Bitonto. Dal 1501 al 1505 fu nuovamente in Spagna come precettore del giovane Ferdinando d'Aragona, figlio di Federico.
Intimo amico del Giovanni Pontano, appartenne anch'egli all'Accademia Pontaniana. Conoscitore del greco antico, scrisse opere poetiche in latino e in italiano (sonetti e canzoni petrarchesche).
L'amico Antonio de Ferraris, detto "il Galateo", gli indirizzò alcune delle sue epistole:
- Ad Chrisostomum dove elogia l'amico per rispondere alle sue lettere.
- Ad Prosper Columna indirizzata allo zio di Crisostomo, condottiero dei re spagnoli che aveva combattuto con successo in Puglia.
- Ad Chrisostomum, De Prospero Columna et De Ferramusca in cui parla ancora dello zio di Crisostomo e di Ettore Fieramosca.
- Ad Chrisostomum, De Pugna tredecim equitum dove parla nuovamente della Disfida di Barletta.

Gli dedicò, inoltre, l'opera pedagogica De educatione scritta per l'educazione del figlio del re Federico I di Napoli. Morì a Napoli nel 1539.

## Opere
Fra le sue opere si ricordano:
- Sonetti e canzoni petrarchesche, in italiano;
- De educazione filiorum regum
- De pugna tredicim equitum
- Epigrammata
- De situ et moribus Hollandiae